# Fleurimont
Fleurimont – jedna z sześciu dzielnic miasta Sherbrooke. Obejmuje obszar włączonego do Sherbrooke w 2002 roku miasta Fleurimont (poza sektorem Beauvoir, który jest teraz częścią Brompton) i część obszaru miasta sprzed 2002 roku.
Fleurimont jest podzielone na 5 dystryktów:
- Le Pin-Solitaire
- Les Quatre Saisons
- Desranleau
- Lavigerie
- Marie-Rivier.